# تنیتس کلنیا
تنیتس کلنیا (به لاتین: Tyniec-Kolonia) یک منطقهٔ مسکونی در لهستان است که در Gmina Oksa واقع شده‌است.